# Régiment de cyberdéfense
Le régiment de cyberdéfense est un régiment de l'Armée de terre française, basé à Saint-Jacques-de-la-Lande. Il a été créé le 1er janvier 2025 à partir de la 807e compagnie de transmissions et du bureau cyber de la brigade d'appui numérique et du cyber.

## Historique
Le régiment de cyberdéfense est créé le 1er janvier 2025 à partir de la 807e compagnie de transmissions. Son premier chef de corps est le lieutenant-colonel Jean-François Caverne. 
La cérémonie de création du régiment se déroule le 27 février 2025. Au terme de sa montée en puissance, en 2030, le régiment de cyberdéfense comptera 400 personnels venant des trois armées.

## Le régiment aujourd'hui
Le régiment fait partie de la brigade d'appui numérique et du cyber (BANC) au sein du commandement de l'appui terrestre numérique et cyber (CATNC).
Il se compose de 4 unités élémentaires:
- la 1re compagnie, héritière de la 807e compagnie de transmissions, spécialisée dans la lutte informatique défense ;
- la 2e compagnie, héritière de la 808e compagnie de transmissions, spécialisée dans la lutte informatique systèmes d'armes ;
- une compagnie de réserve ;
- un centre technique cyber comportant le centre opérationnel de cybersécurité de l'Armée de terre, une cellule ingénierie, une section de cyberprotection et un groupe de soutien systèmes d'information et de communication.